# Josef Dierzer von Traunthal

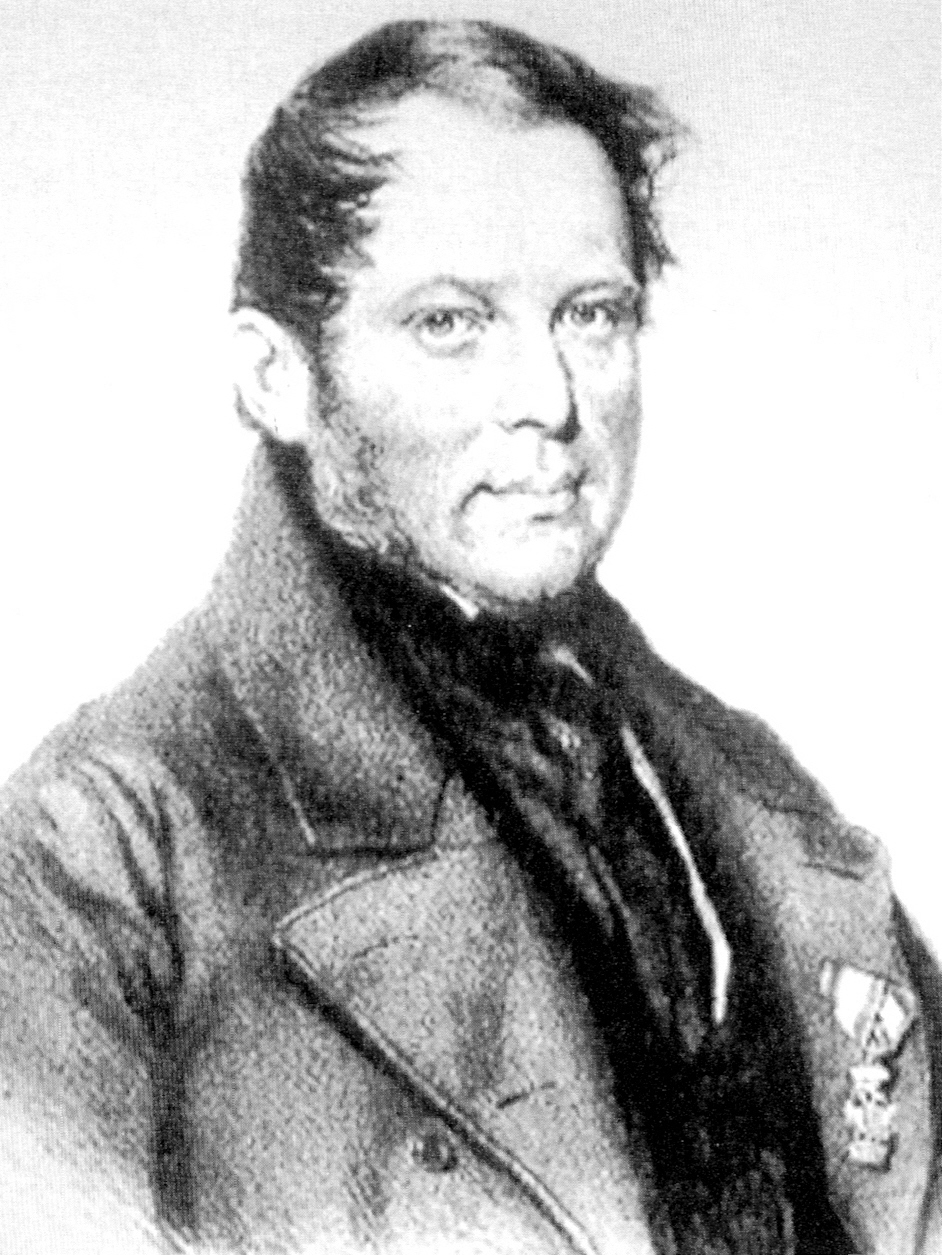
Josef Dierzer von Traunthal

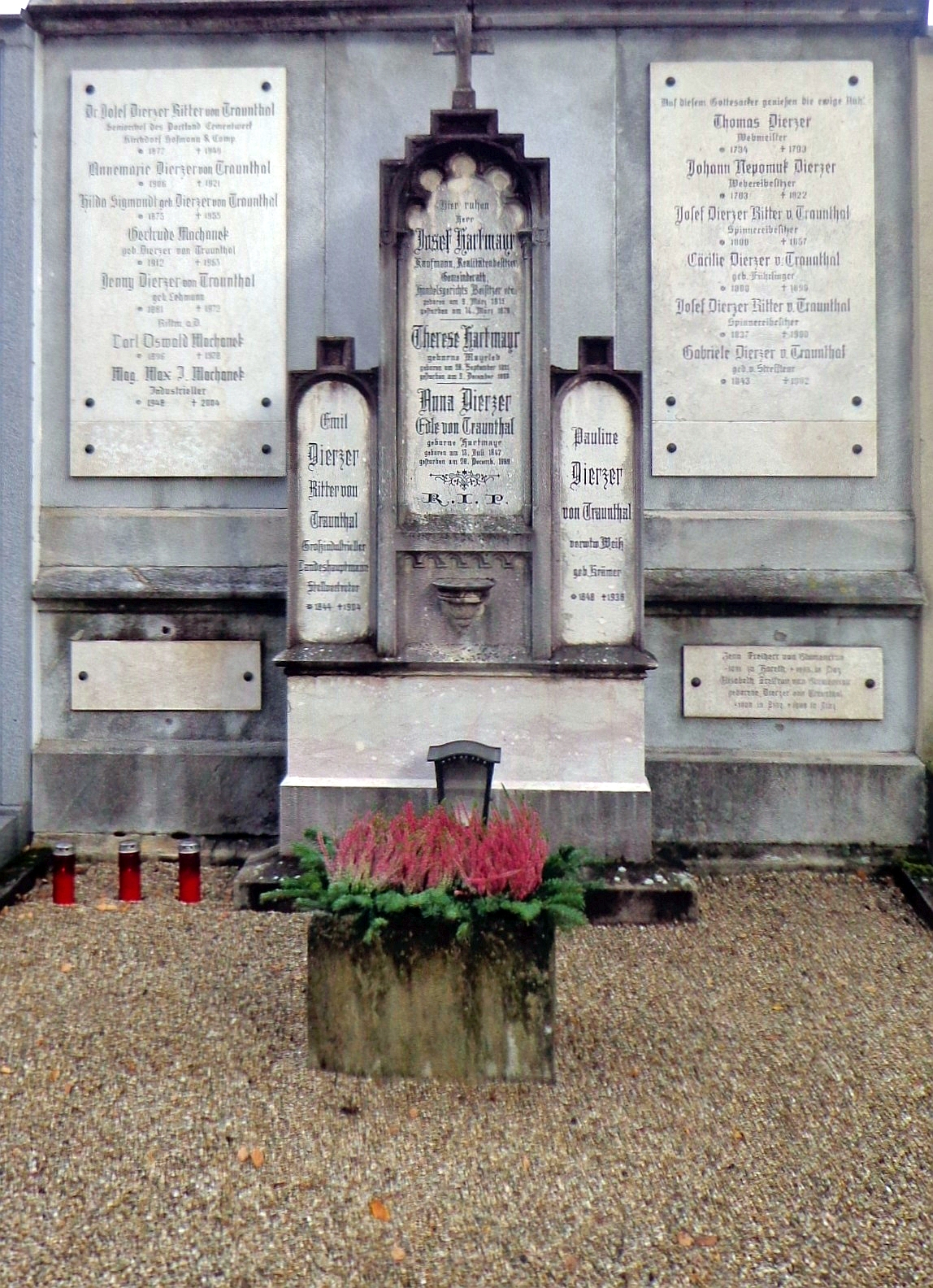
St. Barbara-Friedhof Linz, Grab der Familie Dierzer von Traunthal, in dem auch Josef Dierzer von Traunthal bestattet ist.

Josef Dierzer Ritter von Traunthal (* 15. Februar 1800 in Linz; † 8. November 1857) war ein österreichischer Textilindustrieller, Politiker und Bürgermeister von Linz.

## Leben

### Industrie
Dierzer, Sohn des Schafwollzeugfabrikanten Johann Nep. Dierzer (1763–1822), übernahm nach dessen Ableben das väterliche Unternehmen. Er gilt als Industriepionier, unter anderem war er Mitbegründer der Lambacher Flachsspinnerei in Stadl-Paura und neuer Unternehmen der Textilbranche wie in Theresiental oder Linz-Kleinmünchen. 1851 wurde Dierzer als Ritter von Traunthal in den erblichen österreichischen Ritterstand erhoben.

### Politik
Dierzer war von 1850 bis 1857 Gemeinderat der oberösterreichischen Landeshauptstadt Linz und vom 21. bis 23. März 1854 Vizebürgermeister. Nach dem Kurzzeit-Bürgermeister Johann Heinrich Jungwirth war Dierzer von 23. März 1854 bis 12. November 1856 Bürgermeister (juristisch genau genommen provisorischer Gemeindevorstand). Dierzer war auch der erste Präsident der neu gegründeten Handelskammer Oberösterreich.

### Familie
Nach dem Tod Josef Dierzers führte seine Frau Cäcilie Dierzer (1808–1897) die Betriebe weiter. Deren Söhne Josef und Emil Dierzer von Traunthal übernahmen schließlich Teppichfabrik und Baumwollspinnerei. Emil war auch politisch aktiv und unter anderem 20 Jahre lang Landeshauptmann-Stellvertreter von Oberösterreich. Die Mitglieder der Familie Dierzer sind am St. Barbara-Friedhof in Linz bestattet.